# Али паша Кютахялъ
Хаджи Али паша Кютахялъ Гермияноглу (на турски: Ali Paşa, Hacı, Kütahyalı/Germiyanoğlu) е османски офицер и чиновник.

## Биография
Роден е в Кютахия и затова носи прякора Кютахялъ. От октомври 1846 до ноември 1847 година е валия на Харпутския санджак на Диарбекирския вилает в Харпут. В 1851 - 1857 година е шехризорски валия в Киркук. От декември 1857 до декември 1857 година е валия на Сирийския еялет (Шам) в Дамаск. От 1858 до 1861 година е валия на Хиджаз. От октомври 1861 до февруари 1862 г. е валия на Трабзон. В периода от февруари до август 1864 година е валия на Румелийския еялет. От юли 1865 до юни 1867 година отново е управител на Трабзон, а от юни 1867 до юли 1869 – в Анкара. В юни 1872 – май 1873 година е валия на Алепо, август 1873 - юни 1874 - на Кастамону, а август 1875 - април 1876 - на Кония.